# 大关杜鹃
大关杜鹃（学名：Rhododendron atrovirens）为杜鹃花科杜鹃花属下的一个种。

## 扩展阅读
- 維基物種上的相關：大关杜鹃